# FK Rotor Volgograd
El FK Rotor Volgograd (rus: ФК Ротор Волгоград) és un club de futbol rus de la ciutat de Volgograd (antiga Stalingrad).

## Història
Evolució del nom:
- 1929: Traktorostroitel Stalingrad
- 1936: Dzerzhinets-STZ Stalingrad
- 1937: Traktor Stalingrad
- 1948: Torpedo Stalingrad
- 1958: Traktor Stalingrad
- 1961: Traktor Volgograd
- 1970: Stal Volgograd
- 1972: Barrikady Volgograd
- 1975: Rotor Volgograd
- 2004: desaparició

- 2001: Rotor-2 Volgograd
- 2005: Rotor Volgograd
- 2009: fusió en FC Volgograd[2]

- 2008: FC Volgograd
- 2010: Rotor Volgograd

Va jugar a la primera divisió soviètica entre 1989 i 1990, i a la russa entre 1991 i 2004. La temporada 2014-15 no va participar en la competició. El 2015 reaparegué a la lliga amateur.

## Palmarès
- Segona divisió soviètica de futbol: 
  - 1991
- Tercera divisió soviètica de futbol: 
  - 1980, 1981, 2011-12
- Lliga amateur Chernozemye : 
  - 2015